# Puchar Trzech Narodów 2007
Puchar Trzech Narodów 2007 (2007 Tri Nations Series) – dwunasta edycja Pucharu Trzech Narodów, corocznego turnieju w rugby union rozgrywanego pomiędzy zrzeszonymi w SANZAR trzema najlepszymi zespołami narodowymi półkuli południowej – Australii, Nowej Zelandii i RPA – przed turniejem zajmującymi trzy z czterech czołowych miejsc rankingu IRB. Turniej odbywał się systemem kołowym pomiędzy 16 czerwca a 21 lipca 2007. W związku z rozpoczynającym się 7 września 2007 r. Pucharem Świata turniej rozegrano według skróconej formuły obejmującej sześć meczów, zamiast standardowych dziewięciu.
Rywalizację zwyciężyła trzeci raz z rzędu reprezentacja Nowej Zelandii w decydującym meczu pokonując Wallabies.

## Mecze
| 16 czerwca 200715:00 | Południowa Afryka                                | 22:19(10:16) | Australia                        | Newlands Stadium, Kapsztad Widzów: 48 416 Sędzia: Wayne Barnes |
| 16 czerwca 200715:00 | Montgomery 11 (pd 3K) Steyn 6 (2dg) Fourie 5 (P) | 22:19(10:16) | Mortlock 14 (pd 4K) Giteau 5 (P) | Newlands Stadium, Kapsztad Widzów: 48 416 Sędzia: Wayne Barnes |
| 16 czerwca 200715:00 | Spies                                            | 22:19(10:16) |                                  | Newlands Stadium, Kapsztad Widzów: 48 416 Sędzia: Wayne Barnes |

| 23 czerwca 200715:00 | Południowa Afryka                                           | 21:26(11:6) | Nowa Zelandia                                               | ABSA Stadium, Durban Widzów: 54 112 Sędzia: Alain Rolland |
| 23 czerwca 200715:00 | Montgomery 8 (pd 2K) Pienaar 3 (K) James 5 (P) Burger 5 (P) | 21:26(11:6) | Carter 13 (2pd 3K) Mauger 3 (dg) Rokocoko 5 (P) McCaw 5 (P) | ABSA Stadium, Durban Widzów: 54 112 Sędzia: Alain Rolland |
| 23 czerwca 200715:00 | Wannenburg                                                  | 21:26(11:6) |                                                             | ABSA Stadium, Durban Widzów: 54 112 Sędzia: Alain Rolland |

| 30 czerwca 200720:05 | Australia                                                           | 20:15(6:15) | Nowa Zelandia                             | Melbourne Cricket Ground, Melbourne Widzów: 79 322 Sędzia: Marius Jonker |
| 30 czerwca 200720:05 | Giteau 4 (2pd) Mortlock 6 (2K) Ashley-Cooper 5 (P) Staniforth 5 (P) | 20:15(6:15) | Carter 5 (pd K) Gear 5 (P) Woodcock 5 (P) | Melbourne Cricket Ground, Melbourne Widzów: 79 322 Sędzia: Marius Jonker |
| 30 czerwca 200720:05 | Hayman                                                              | 20:15(6:15) |                                           | Melbourne Cricket Ground, Melbourne Widzów: 79 322 Sędzia: Marius Jonker |

| 7 lipca 200720:05 | Australia                                                    | 25:17(10:17) | Południowa Afryka                             | Telstra Stadium, Sydney Widzów: 51 174 Sędzia: Paul Honiss |
| 7 lipca 200720:05 | Giteau 5 (P) Mortlock 10 (2pd 2K) Gerrard 5 (P) Hoiles 5 (P) | 25:17(10:17) | Hougaard 7 (2pd K) Paulse 5 (P) Heerden 5 (P) | Telstra Stadium, Sydney Widzów: 51 174 Sędzia: Paul Honiss |
| 7 lipca 200720:05 | Botha · Muller                                               | 25:17(10:17) |                                               | Telstra Stadium, Sydney Widzów: 51 174 Sędzia: Paul Honiss |

| 14 lipca 200719:30 | Nowa Zelandia                                  | 33:6(6:3) | Południowa Afryka | Jade Stadium, Christchurch Widzów: 33 708 Sędzia: Stuart Dickinson |
| 14 lipca 200719:30 | Carter 23 (P 3pd 4K) Leonard 5 (P) Evans 5 (P) | 33:6(6:3) | Hougaard 6 (2K)   | Jade Stadium, Christchurch Widzów: 33 708 Sędzia: Stuart Dickinson |
| 14 lipca 200719:30 | Wannenburg                                     | 33:6(6:3) |                   | Jade Stadium, Christchurch Widzów: 33 708 Sędzia: Stuart Dickinson |

| 21 lipca 200719:35 | Nowa Zelandia                 | 26:12(12:9) | Australia                     | Eden Park, Auckland Sędzia: Nigel Owens |
| 21 lipca 200719:35 | Carter 21 (7K) Woodcock 5 (P) | 26:12(12:9) | Giteau 3 (dg) Mortlock 9 (3K) | Eden Park, Auckland Sędzia: Nigel Owens |